# Crkva sv. Ivana Krstitelja u Ivanskoj
Crkva sv. Ivana Krstitelja u Ivanskoj župna je rimokatolička crkva u Ivanskoj u Bjelovarsko-bilogorskoj županiji.
Crkva sv. Ivana Krstitelja u Ivanskoj klasicistička je građevina skladnih proporcija i čistih linija sagrađena na mjestu starije crkve iz srednjovjekovnog razdoblja. Svojim graditeljskim korpusom predstavlja reprezentativni primjerak klasicizma i graditeljske djelatnosti sredine 19. stoljeća na užem prostoru moslavačke regije. Današnja crkva izgrađena je 1845. godine. Glavni oltar sv. Ivana Krstitelja postavljen je 1931. godine, a crkva ima još tri pokrajnja oltara. Car Ferdinand I. Austrijski kao dobrotvor poklonio je velike slike sv. Ivana Krstitelja, sv. Grgura, sv. Sebastijana i Kraljice sv. Krunice, svaku za jedan oltar.

## Zaštita
Pod oznakom Z-7592 vodi se kao nepokretno kulturno dobro - pojedinačno, pravnog statusa zaštićena kulturnog dobra, klasificirano kao "sakralna graditeljska baština". 